# Glycyphana aurora
Glycyphana aurora är en skalbaggsart som beskrevs av Gilbert John Arrow 1941. Glycyphana aurora ingår i släktet Glycyphana och familjen Cetoniidae. Inga underarter finns listade i Catalogue of Life.